# Суприм (Луизијана)
Суприм (енгл. Supreme) насељено је место без административног статуса у америчкој савезној држави Луизијана.

## Демографија
По попису из 2010. године број становника је 1.052, што је 67 (-6,0%) становника мање него 2000. године.
| Група             | 2000.       | 2010.       |
| Белци             | 159 (14,2%) | 151 (14,4%) |
| Афроамериканци    | 944 (84,4%) | 882 (83,8%) |
| Азијати           | 0 (0,0%)    | 0 (0,0%)    |
| Хиспаноамериканци | 19 (1,7%)   | 15 (1,4%)   |
| Укупно            | 1.119       | 1.052       |